# Molophilus lanceolatus
Molophilus lanceolatus är en tvåvingeart som beskrevs av Jaroslav Stary 1971. Molophilus lanceolatus ingår i släktet Molophilus och familjen småharkrankar.
Artens utbredningsområde är Bulgarien. Inga underarter finns listade i Catalogue of Life.